# Мир с точки зрения плохих парней
«Мир с точки зрения плохих парней», или «Дела́ Ке́пских» (пол. Świat według Kiepskich), — польский комедийный сериал, транслируемый на Polsat с 16 марта 1999 года, производства компании ATM Grupa. Съёмочная группа также сняла несколько сцен на открытом воздухе. Например, в фильме «Извращенцы в Кипшах» сцена, в которой Фердек приказывает продавцу хлопать ковром[прояснить], снималась в жилом комплексе, где также снимались вступительные титры сериала. Некоторые сцены снимались также в центре Вроцлава. Главный герой сериала — Фердинанд Кепски. Режиссёром с 1999 по 2007 год был Окил Хамидов, с 2007 по 2018 год — Патрик Йока, с 2018 по 2022 года — Адек Драбински.